# MegaStructures
Megastructures là một bộ phim truyền hình tài liệu xuất hiện trên National Geographic Channel ở Hoa Kỳ và Vương quốc Anh, Channel 5 ở Vương quốc Anh, France 5 ở Pháp, và 7mate tại Úc.
Mỗi tập là một cái nhìn giáo dục về các cách khác nhau trong việc xây dựng, vận hành và nhân sự của các cấu trúc hoặc dự án xây dựng khác nhau, nhưng không phải là sản phẩm xây dựng thông thường.
Nói chung có chứa các cuộc phỏng vấn với các nhà thiết kế và quản lý dự án, nó trình bày các vấn đề về xây dựng và phương pháp hoặc kỹ thuật được sử dụng để vượt qua các trở ngại. Trong một số trường hợp (như Cầu Akashi-Kaikyo và Tháp đôi Petronas) điều này liên quan đến việc phát triển các vật liệu hoặc sản phẩm mới hiện đang được sử dụng chung trong ngành xây dựng.
Megastructures tập trung vào các công trình khó; theo nghĩa là chúng là lớn nhất, cao nhất, dài nhất hoặc sâu nhất trên thế giới. Ngoài ra, một dự án có thể xuất hiện nếu nó có yếu tố mới lạ hoặc là một công trình đột phá đầu tiên (chẳng hạn như Quần đảo Cây Cọ ở Dubai). Loại dự án này được gọi là siêu dự án.
Loạt tập phim theo các chủ đề tương tự như Modern Marvels của kênh History và Extreme Engineering của kênh Discovery Channel, bao gồm các lĩnh vực kiến trúc, giao thông, xây dựng và sản xuất.

## Tập phát sóng

### Mùa 1 (2004)
| #  | Quốc gia        | Tựa đề                                   | Mô tả | Phát sóng lần đầu |
| -- | --------------- | ---------------------------------------- | --- | ----------------- |
| 01 | Hoa Kỳ          | USS Ronald Reagan                        | Tàu sân bay lớp Nimitz - một tàu sân bay cho hải quân Hoa Kỳ - USS Ronald Reagan là siêu tàu sân bay lớp Nimitz trị giá 4,5 tỷ USD. Được cung cấp bởi hai lò phản ứng hạt nhân, tàu dài 340 mét được trang bị tất cả các phương tiện cần thiết để chứa 6.000 nhân viên và hơn 80 máy bay. Người xem được cung cấp một cái nhìn độc quyền về cách phi hành đoàn của 'căn cứ hải quân nổi' này được thực hiện qua một loạt các thử nghiệm. Nhìn thoáng qua các cơ sở khác nhau trên con tàu giữ cho phi hành đoàn 6.000 người được ăn, nghỉ ngơi và giải trí. | 2004-09-15        |
| 02 | Đức             | Autobahn                                 | German Autobahnen — Những gì bắt đầu khi một hệ thống đường tốc độ cao phát triển thành một hệ thống đường cao tốc tinh vi, liên kết với hầu hết các thành phố lớn ở Đức. Autobahn tự hào với những con đường siêu dày đặc, làn đường rộng và sử dụng công nghệ tinh vi. | 2004-09-19        |
| 03 | Anh Quốc · Pháp | Đường hầm eo biển Manche                 | Đường hầm dưới biển giữa Coquelles, Pháp và Folkestone, Vương quốc Anh - Đường hầm eo biển Manche hoặc Đường hầm Euro là một trong những đường hầm đường sắt ngầm dài nhất thế giới và nối liền Anh với Pháp. Bao gồm hai đường hầm đường sắt và một đường hầm dịch vụ nhỏ, nó có tổng chiều dài 153 km. Tập phim này xem xét cuộc đua giữa người Anh và người Pháp để hoàn thành việc đào đường hầm và những trở ngại phải đối mặt trong quá trình xây dựng. | 2004-09-22        |
| 04 | Hoa Kỳ          | Tháp Sears (bây giờ là Willis Tower)     | Tòa nhà cao nhất ở Chicago - Trong 20 năm, Tháp Sears giữ kỷ lục là tòa nhà cao nhất thế giới. Hoàn thành vào năm 1973, tòa nhà cao 110 tầng cao gần nửa km. Và nó vẫn giữ kỷ lục có ăng-ten cao nhất thế giới. John Zils, kỹ sư kết cấu và thiết kế của cấu trúc khổng lồ này, chia sẻ một số bí mật của tòa tháp. Và có được cái nhìn hậu trường về một số hệ thống và điều khiển quan trọng đối với tòa nhà, như giám sát an ninh, thang máy, phân phối nước và điện cung cấp cho nhiều tầng và thậm chí cả máy móc làm sạch cửa sổ. | 2004-09-29        |
| 05 | Nhật Bản        | Sân bay quốc tế Kansai                   | Sân bay nằm trên đảo nhân tạo trong Vịnh Osaka - Nằm cách bờ biển Osaka, Nhật Bản 5 km là Sân bay Quốc tế Kansai. Sân bay được xây dựng hoàn toàn trên một hòn đảo nhân tạo, dài 4 km và rộng 1 km. Liên kết duy nhất giữa đảo và Osaka là bởi cây cầu 2 tầng dài nhất thế giới. Mặc dù sân bay được xây dựng để chịu được động đất và bão, nhưng hòn đảo nhân tạo này đang chìm nhanh hơn dự đoán. Tập này xem xét các biện pháp khác nhau được thực hiện để giữ cho sân bay 'nổi', và các phương tiện và dịch vụ khác nhau có sẵn để duy trì sân bay hoạt động. | 2004-10-13        |
| 06 | Nhật Bản        | Cầu Akashi-Kaikyo                        | Cây cầu treo dài nhất thế giới - Năm 1955, hai chiếc phà chìm dọc eo biển Akashi ở Nhật Bản, giết chết 168 trẻ em. Thảm kịch đã dẫn đến 30 năm nghiên cứu để thiết kế một cây cầu nối liền đảo Awaji với Kobe. Cây cầu sẽ cần có khả năng chịu được các trận động đất và bão lớn. Năm 1988, Nhật Bản bắt đầu xây dựng cây cầu treo dài nhất, cao nhất và đắt nhất thế giới. Tập phim này trình bày giai đoạn theo xây dựng cây cầu, và những trở ngại phải đối mặt trong việc xây dựng nó, bao gồm trận động đất Kobe năm 1995. | 2004-10-20        |
| 07 | Brasil Paraguay | Đập trữ lượng nhất thế giới (Đập Itaipu) | Đập trên sông Paraná - Có giá trị 20 tỷ đô la, đập Itaipú là nhà máy thủy điện lớn nhất và mạnh mẽ nhất thế giới. Đó là đỉnh cao của những nỗ lực, thành tựu và hợp tác của hai quốc gia, Brazil và Paraguay. Phần này xem xét những nỗ lực đã thực hiện và những hy sinh để xây dựng con đập, bao gồm cả cách kênh dẫn dòng lớn nhất được xây dựng để chuyển nước từ con sông lớn thứ 7 trên thế giới ra khỏi công trường chính. | 2004-10-27        |
| 08 | Malaysia        | Tháp đôi Petronas                        | Tòa nhà đôi chọc trời ở Kuala Lumpur - Được thiết kế bởi Cesar Pelli, Tháp đôi Petronas là tòa tháp đôi cao nhất kể từ ngày hoàn thành. Nằm ở Kuala Lumpur, tòa tháp đôi cao 88 tầng, cao 450m mang ảnh hưởng Hồi giáo, và là biểu tượng của niềm tự hào của Malaysia. Để thúc đẩy cạnh tranh, hợp đồng xây dựng các tòa tháp đã được trao cho hai công ty xây dựng khác nhau, mỗi công ty được giao làm việc trên một trong những tòa tháp. Phần này xem xét cuộc đua giữa các công ty để hoàn thành tòa tháp của họ trước tiên, cũng như các thách thức xây dựng khác nhau, bao gồm các vấn đề về chất lượng đất, hỗn hợp xi măng độc đáo cần thiết để thay thế thép và vì thời tiết nhiệt đới. | 2004-11-10        |
| 09 | Hoa Kỳ          | Bên trong một siêu sòng bạc              | The Borgata Hotel Casino & Spa ở Thành phố Atlantic, New Jersey - Megastructures có một cái nhìn bên trong về thiết kế và xây dựng 13 năm của sòng bạc mới cao chót vót của thành phố Atlantic, Borgata. | 2004-12-01        |
| 10 | Hoa Kỳ          | Nhà máy tiền giấy                        | Bộ Ngân khố Hoa Kỳ | 2004-12-31        |

### Season 2 (2005)
| #  | Quốc gia   | Tựa đề                                                 | Mô tả                                                                                               | Phát sóng lần đầu |
| -- | ---------- | ------------------------------------------------------ | --------------------------------------------------------------------------------------------------- | ----------------- |
| 01 | Hoa Kỳ     | Cầu Cổng Vàng                                          | Cây cầu mang tính biểu tượng trên vịnh San Francisco ở San Francisco.                               | 2005-03-02        |
| 02 | Hoa Kỳ     | Alcatraz                                               | Đảo tù cũ ở vịnh San Francisco, California.                                                         | 2005-03-16        |
| 03 | Hoa Kỳ     | Bên trong Lầu Năm Góc                                  | Trụ sở của Bộ Quốc phòng Hoa Kỳ tại quận Arlington, Virginia.                                       | 2005-04-01        |
| 04 | Singapore  | Cảng bận rộn nhất thế giới                             | Cảng Singapore, Cộng hòa Singapore.                                                                 | 2005-05-13        |
| 05 | Nam Phi    | TauTona, Thành phố của vàng                            | Hoạt động khai thác sâu nhất thế giới tại Carletonville, Nam Phi.                                   | 2005-05-21        |
| 06 | Hoa Kỳ     | Las Vegas                                              | | 2005-06-22        |
| 07 | Canada     | Vàng đen (Dầu mỏ)                                      | Syncrude và Shell Canada trong cát dầu nằm ở Alberta, Canada.                                       | 2005-07-20        |
| 08 | Canada     | Máy đào kim cương                                      | Mỏ kim cương Ekati, mỏ kim cương đầu tiên của Canada, gần Lac De Gras, Các Lãnh thổ Tây Bắc, Canada | 2005-07-27        |
| 09 | Hoa Kỳ     | Sea Launch                                             | Ocean Odyssey and Sea Launch Commander                                                              | 2005-08-03        |
| 10 | Hà Lan     | North Sea Wall                                         | Delta Works                                                                                         | 2005-08-17        |
| 11 | UAE        | The World's Most Extreme Island (Impossible Islands)   | Dubai's artificial palm islands, United Arab Emirates                                               | 2005-09-13        |
| 12 | Hoa Kỳ     | Indianapolis Motor Speedway                            | Car racetrack in Speedway, Indiana                                                                  | 2005-09-13        |
| 13 | Hà Lan     | Port of Rotterdam (Super Port)                         | The largest port in Europe, in Rotterdam, Netherlands                                               | 2005-09-20        |
| 14 | Hoa Kỳ     | Air Force Transport (Mega Plane)                       | C-5 Galaxy with the U.S. Air Force                                                                  | 2005-09-20        |
| 15 | Hoa Kỳ     | North Branch Correctional Institution (Hi-Tech Prison) | High Security Prison, Allegany County, Maryland                                                     | 2005-09-27        |
| 16 | Pháp       | Airbus A380 (World's Biggest Airliner)                 | Biggest jumbo jet in commercial service                                                             | 2005-10-04        |
| 17 | Hoa Kỳ     | USS Virginia                                           | submarine lớp Virginia with the U.S. Navy                                                           | 2005-10-11        |
| 18 | Hoa Kỳ     | Ultimate Casino                                        | Venetian Hotel Resort Casino in Las Vegas, Nevada                                                   | 2005-10-18        |
| 19 | Hoa Kỳ     | The Ultimate Roller coaster                            | Kingda Ka roller coaster at Six Flags Great Adventure theme part in Jackson, New Jersey             | 2005-10-25        |
| 20 | Hoa Kỳ     | Spy Fortress NORAD                                     | North American Aerospace Defense Command, Colorado                                                  | 2005-10-25        |
| 21 | Đức        | Berlin Train Terminal (Berlin's Grand Central)         | Berlin Hauptbahnhof station in Berlin, Germany                                                      | 2005-11-15        |
| 22 | Hoa Kỳ     | Boston's Big Dig                                       | Central Artery / Tunnel Project in Boston, Massachusetts                                            | 2005-11-22        |
| 23 | Hà Lan     | Ultimate Oil Rigs                                      | Construction of new oil rigs                                                                        | 2005-12-06        |
| 24 | Kazakhstan | Baikonur Cosmodrome                                    | Russian space launch facility in Tyuratam, Kazakhstan                                               | 2005-12-13        |
| 25 | Hoa Kỳ     | Inside Grand Central                                   | Railroad terminal in New York City.                                                                 | 2005-12-18        |
| 26 | Pháp       | World's Tallest Bridge (Millau Bridge)                 | viaduct near Millau, France                                                                         | 2005-12-20        |
| 27 | Trung Quốc | Mega Ship                                              | Orient Overseas Container Line / OOCL Atlanta ship                                                  | 2005-12-27        |
| 28 | -          | Deep Sea Drillers                                      | | 2005-12-31        |

### Season 3 (2006)
| #  | Country            | Tên                                   | Subject                                                 | Original Airdate |
| -- | ------------------ | ------------------------------------- | ------------------------------------------------------- | ---------------- |
| 01 | Đức                | Berlin Wall                           | Wall dividing Germany during the Cold War               | 2006-03-14       |
| 02 | Đan Mạch Thụy Điển | Impossible Bridges: Denmark to Sweden | Oresund Bridge between Copenhagen và Malmö, Sweden      | 2006-04-18       |
| 03 | Hy Lạp             | Impossible Bridges: Greece            | Rio–Antirrio bridge, Gulf of Corinth, Greece            | 2006-05-02       |
| 04 | Hoa Kỳ             | Hoover Dam                            | Colorado River border between Nevada và Arizona in USA  | 2006-05-16       |
| 05 | Hoa Kỳ             | Inside "NCIS"                         | Naval Criminal Investigative Service of the U.S. Navy   | 2006-05-30       |
| 06 | Hoa Kỳ             | Garbage Mountain                      | Puente Hills Landfill in Whittier, California           | 2006-08-01       |
| 07 | Thụy Điển          | Ice Hotel                             | Working hotel made of ice near Jukkasjärvi, Sweden      | 2006-08-01       |
| 08 |                    | Supertanker                           | Seri Amanah, a Liquified Natural Gas (LNG) carrier ship | 2006-08-31       |
| 09 | Hoa Kỳ             | "Megafactories": Apache Helicopter    | Boeing Defense, Space & Security plant in Mesa, Arizona | 2006-09-28       |
| 10 | Panama             | Panama Canal Unlocked                 | Panama Canal Expansion Project, Central America         | 2006-10-19       |
| 11 | Ý                  | "Megafactories": Ferrari              | Ferrari S.p.A. factory in Maranello, Italy              | 2006-12-07       |
| 12 | Iceland            | Rockeaters of Iceland                 | Kárahnjúkar Hydropower Plant                            | 2006-12-31       |

### Season 4 (2007–2008)
| #  | Country            | Tên                              | Subject | Original Airdate |
| -- | ------------------ | -------------------------------- | --- | ---------------- |
| 01 | UAE                | World's Tallest Hotel            | Burj al-Arab Hotel in Dubai, United Arab Emirates                                                                                           | 2007-07-09       |
| 02 | Malaysia           | SMART Tunnel                     | SMART Tunnel for road and storm water drainage in Kuala Lumpur to relieve traffic congestion as well as to prevent flooding within the city | 2007-07-14       |
| 03 | Bermuda            | RMS Queen Mary 2                 | | 2007-07-16       |
| 04 | Hoa Kỳ             | South Pole Station               | A science facility at the South Pole (Amundsen–Scott South Pole Station)                                                                    | 2007-11-06       |
| 05 | Trung Quốc         | Beijing Water Cube               | Beijing National Aquatics Center built for the 2008 Beijing Summer Olympics                                                                 | 2008-05-13       |
| 06 | Hoa Kỳ             | Bridge Breakdown                 | Demolition of the (1927) Carquinez Bridge in the San Francisco Bay Area                                                                     | 2008-05-15       |
| 07 | Hoa Kỳ             | 747 Destruction                  | Evergreen Air Center storage facility for decommissioned aeroplanes in Marana, Arizona                                                      | 2008-05-16       |
| 08 | Trung Quốc         | Shanghai Super Tower             | Shanghai World Financial Centre in Shanghai, China                                                                                          | 2008-05-20       |
| 09 | Trung Quốc         | China's Ultimate Port            | Yangshan Port in Hangzhou Bay | 2008-05-27       |
| 10 | Hoa Kỳ             | Sinking an aircraft carrier      | Creating the world's largest artificial reef with USS Oriskany in the Gulf of Mexico off Florida                                            | 2008-05-29       |
| 11 | Finland            | The World's Biggest Cruise Liner | The building of cruise liner MS Freedom of the Seas                                                                                         | 2008-06-04       |
| 12 | Trung Quốc         | Beijing Olympic Stadium          | the building of the main stadium for the 2008 Beijing Summer Olympics                                                                       | 2008-08-05       |
| 13 | Trung Quốc         | World's Biggest Casino           | The Venetian Macao, the world's biggest casino in Ma Cao                                                                                    | ?                |
| 14 | Iceland            | Icelandic Super Dam              | The building of the Kárahnjúkar Hydropower Plant, Europe's biggest dam in Iceland                                                           | ?                |
| 15 | Đức                | Future Trains                    | Maglev train | ?                |
| 16 | UAE                | Building the World               | The World (archipelago) of artificial islands in Dubai                                                                                      | ?                |
| 17 | Hoa Kỳ             | Train Wreck                      | the recycling of obsolete train locomotives in the USA                                                                                      | ?                |
| 18 | Trung Quốc         | Building Green Beijing           | 2010 environmental improvement plan in Beijing, China                                                                                       | ?                |
| 19 | Pháp Thụy Sĩ       | Atom Smasher                     | The Large Hadron Collider at CERN near Geneva, Switzerland                                                                                  | ?                |
| 20 | Trung Quốc         | Impossible Bridges: China        | Lupu Bridge in Shanghai, Runyang Bridge in Jiangsu Province, and Sutong Bridge near Suzhou                                                  | ?                |
| 21 | Hoa Kỳ             | Ultimate Sub (Super Sub)         | USS Texas ( submarine lớp Virginia) in the U.S. Navy                                                                                        | ?                |
| 22 | Tây Ban Nha Hoa Kỳ | Man Made Sun                     | Experimental solar collection farms in Spain and near Las Vegas, Nevada                                                                     | ?                |
| 23 | Anh Quốc           | Super Pipeline                   | Gas pipeline from Norway to Great Britain                                                                                                   | ?                |
| 24 | Hoa Kỳ             | Hawaii Superferry                | catamaran ferry service between Hawaiian Islands from 2007 to 2009                                                                          | ?                |
| 25 | Hoa Kỳ             | Deep Earth Drillers              | The world's largest geothermal power complex                                                                                                | 2008             |
| 26 | Bahrain            | World Trade Center Bahrain       | World Trade Center (Manama) | 2008             |
| 27 | Anh Quốc           | The World's Biggest Shredder     | The 560 tonne "fragmentiser" based at Newport Docks.                                                                                        | 2008             |
| 28 | Hoa Kỳ             | Earthquake Glasshouse            | Academy of Sciences, California | 2008             |

### Season 5 (2009-2010)
| #  | Country    | Tên                                    | Subject | Original Airdate |
| -- | ---------- | -------------------------------------- | --- | ---------------- |
| 01 | Hoa Kỳ     | Extreme Helicopter                     | S-64 Skycrane | 2009-06-16       |
| 02 | Hoa Kỳ     | Skyscraper (Ultimate Skyscraper)       | Bank of America Tower at One Bryant Park, NYC                                                                                       | 2009-10-01       |
| 03 | Anh Quốc   | UK Super Train / Britain's New Railway | High Speed 1 | 2010-01-08       |
| 04 | ?          | Wave Energy                            | | 2010-05-27       |
| 05 | ?          | Secrets of Oscar Tar Bridge            | | 2010-10-09       |
| 06 | Trung Quốc | China's Smart Tower                    | | 2010-11-26       |
| 07 | Hoa Kỳ     | Future Bridge                          | Follow the record-breaking effort to rebuild the Minneapolis I-35W bridge in only 17 months, with a focus on its unique engineering | 2010             |

### Season 6 (2011)
| #  | Country    | Tên                            | Subject | Original Airdate    |
| -- | ---------- | ------------------------------ | --- | ------------------- |
| 01 | UAE        | The Leaning Tower of Abu Dhabi | | 2011-01-28          |
| 02 | Thổ Nhĩ Kỳ | Time Bomb Tunnel               | | 2011-01-29          |
| 03 | Singapore  | Singapore's Vegas              | Building the Marina Bay Sands Resort and Casino in Singapore                                                       | 2011-02-03 on 7mate |
| 04 | Trung Quốc | World's Tallest TV Tower       | Building one of the world's tallest TV towers, the Guangzhou Sightseeing and TV Tower (now called the Canton Tower | 2011-02-11 on 7mate |
| 05 | Đài Loan   | Ecoark                         | | 2011-03-27          |
| 06 | Hàn Quốc   | Korean Superlink               | Busan-Geoje Fixed Link                                                                                             | 2011-11-17          |

### Unknown season
| #  | Country              | Tên                        | Subject | Original Airdate |
| -- | -------------------- | -------------------------- | --- | ---------------- |
| 09 | Bosna và Hercegovina | Bridge of Mostar           | | 2004             |
| 25 | Anh Quốc             | London Olympic Stadium     | | 2012-05-03       |
| 26 | UAE                  | World’s Tallest Skyscraper | Burj Khalifa | 2012-09-17       |
| 27 | Hoa Kỳ               | Phantom jet                | F-4 jet | ?                |
| 28 | Kazakhstan           | Worlds Biggest Tent        | Khan Shatyr Entertainment Center | ?                |
| 30 | Malaysia             | Second Penang Bridge       | The building of the second bridge connecting Peninsular Malaysia to Penang Island spanning a total of 24 km, and 16.9 km of that over water | 2014-09-16       |
| 31 | Ấn Độ                | India's Solar Power House  | Kamuthi Solar Power Project | ?                |
| 32 | Ấn Độ                | Mundra Port                | Mundra Port | ?                |

### Unknown season 2
| #  | Country | Tên                               | Subject                                           | Original Airdate |
| -- | ------- | --------------------------------- | ------------------------------------------------- | ---------------- |
| 01 | -       | "Machines of War": Tanks          | History and evolution of the tank                 | 2006-03-08       |
| 02 | -       | "Machines of War": Cruise Missile | The history and development of the cruise missile | 2006-03-10       |
| 3  | ?       | Science of Steel                  | The world's metal construction material of choice | 2006-03-11       |
| 12 | -       | "Machines of War": Guns           | The history and evolution of the gun              | 2006-03-13       |
| 14 | -       | Science of Brick                  | The world's oldest man-made building material     | 2006-03-15       |
| 15 | -       | Science of Concrete               | The world's most used building material           | 2006-03-16       |

## Spin-offs

### Megastructures: Built from Disaster
1. "Megastructures: Built from Disaster – Bridges" // Wednesday, ngày 26 tháng 8 năm 2009 8-9pm on Channel 5
2. "Megastructures: Built from Disaster – Ships" // Thursday, ngày 3 tháng 9 năm 2009 8-9pm on Channel 5
3. "Megastructures: Built from Disaster – Tunnels" // Thursday, ngày 10 tháng 9 năm 2009 8-9pm on Channel 5
4. "Megastructures: Built from Disaster – Stadiums" // Thursday, ngày 24 tháng 9 năm 2009 8-9pm on Channel 5
5. "Megastructures: Built from Disaster – Trains" // Thursday, ngày 8 tháng 10 năm 2009 8-9pm on Channel 5
6. "Megastructures: Built from Disaster – Skyscrapers" // Thursday, ngày 15 tháng 10 năm 2009 8-9pm on Channel 5

### Ancient Megastructures
1. "Ancient Megastructures: Chartres Cathedral" // Series 1
2. "Ancient Megastructures: The Colosseum" // Series 1
3. "Ancient Megastructures: The Great Pyramid" // Series 1
4. "Ancient Megastructures: St Paul's Cathedral" // Series 2
5. "Ancient Megastructures: Alhambra" // Series 2
6. "Ancient Megastructures: Petra" // Series 2
7. "Ancient Megastructures: Machu Picchu" // Series 2
8. "Ancient Megastructures: Angkor Wat" // Series 2
9. "Ancient Megastructures: Istanbul's Hagia Sophia" // Series 2